# Forehand & Wadsworth
A Forehand & Wadsworth (mais tarde conhecida como Forehand Arms) era uma empresa Norte americana de fabricação de armas de fogo com sede em Worcester, Massachusetts. Foi formada em 1871 por Sullivan Forehand e Henry C. Wadsworth após a morte de seu sogro, Ethan Allen da Ethan Allen & Company, e foi adquirida em 1902 pela Hopkins & Allen, uma empresa de armas de fogo com sede em Connecticut.

## Histórico
Em 1871, Sullivan Forehand e Henry C. Wadsworth fundaram a Forehand & Wadsworth a partir dos remanescentes da Ethan Allen & Company após a morte de seu sogro, Ethan Allen. Wadsworth vendeu sua parte da empresa para Forehand em 1890, a fim de se aposentar, e a empresa foi renomeada como Forehand Arms.

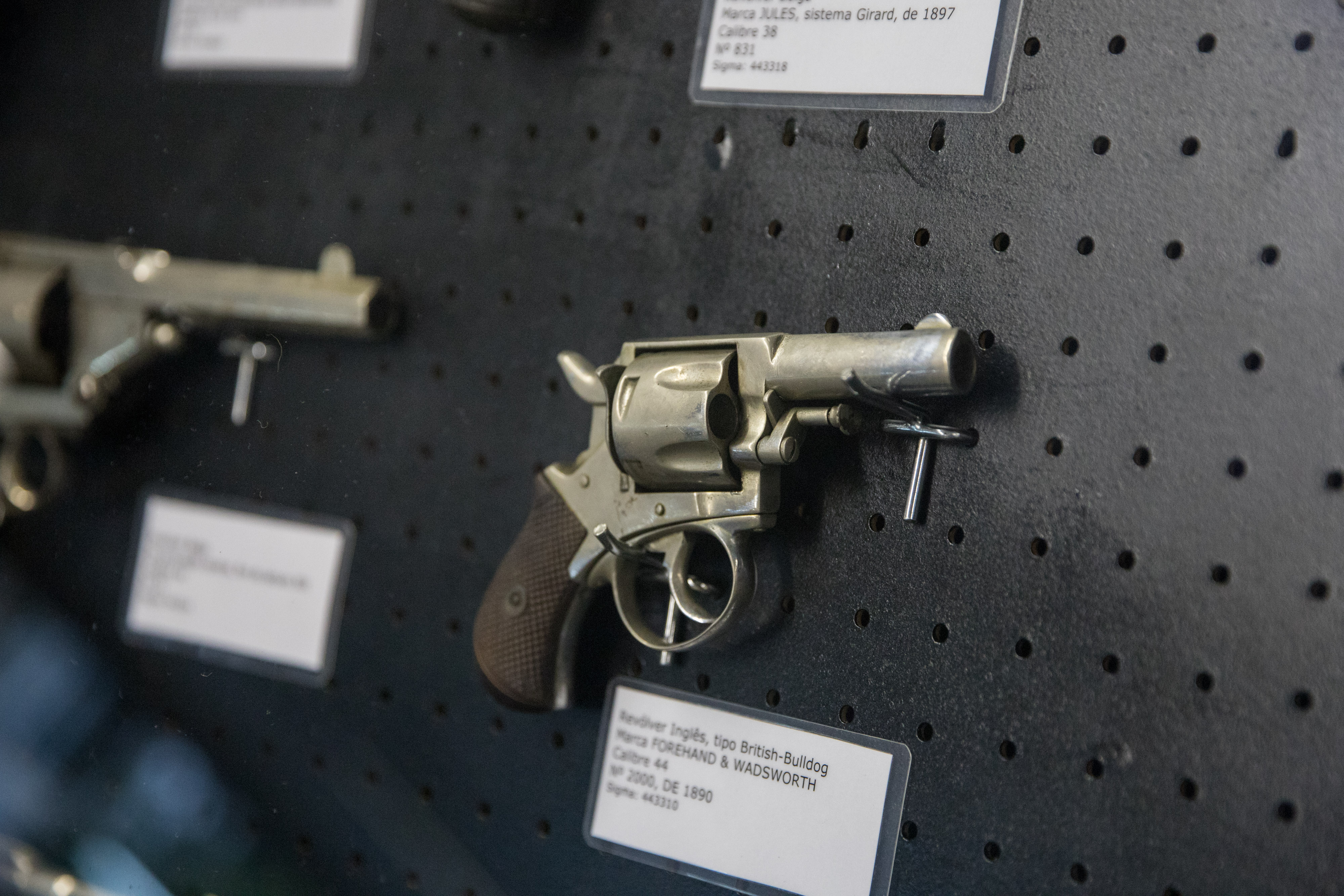
Um revólver da Forehand & Wadsworth no museu da Polícia Civil de São Paulo
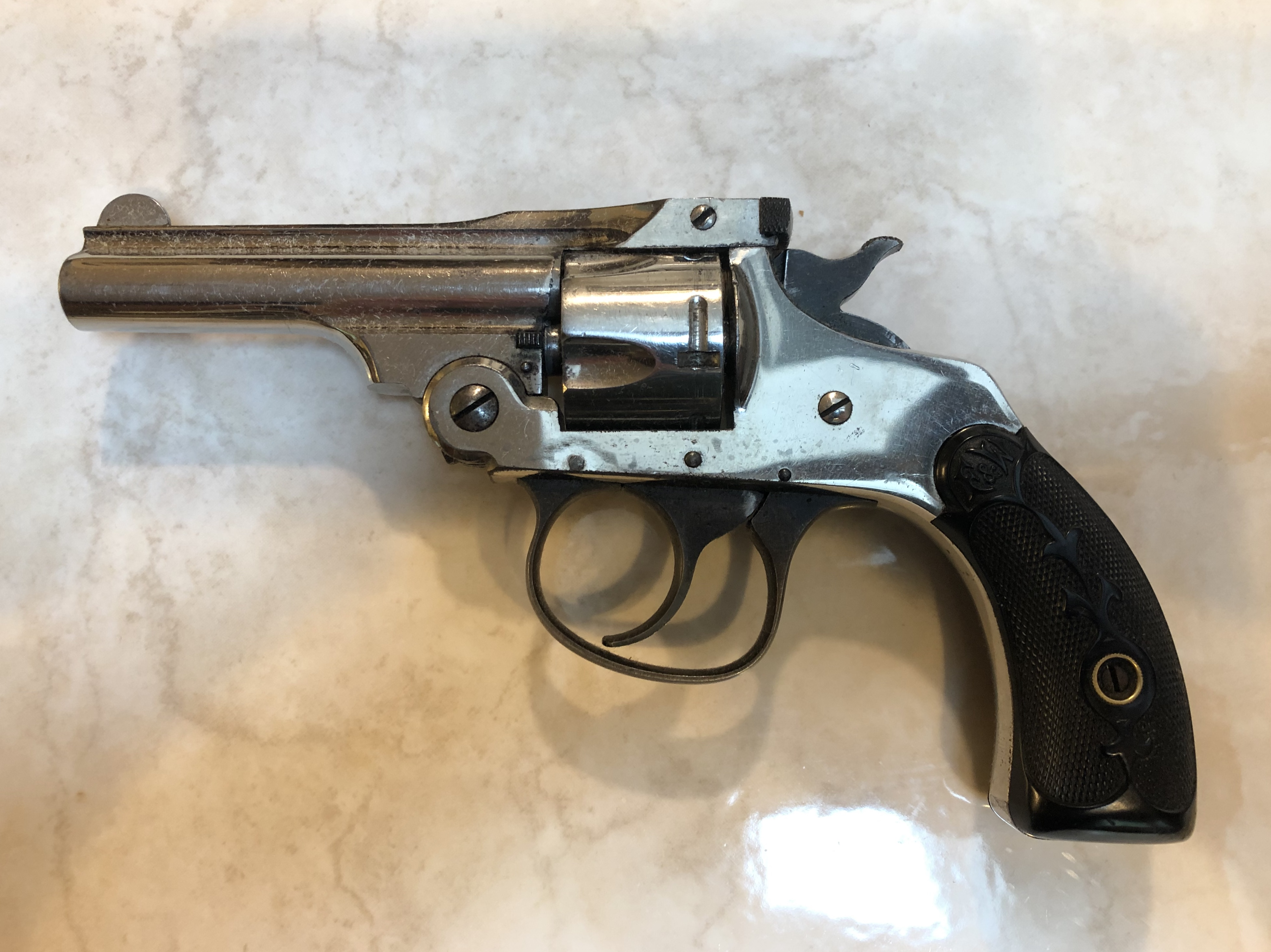
Um revólver da Forehand Arms do tipo top-break no calibre .32 S&W

A empresa fabricou uma variedade de revólveres que usavam cartuchos de pólvora negra, incluindo várias versões do revólver British Bull Dog. Outras ofertas incluíam derringers, rifles, e espingardas.
Os filhos de Forehand administraram o negócio por vários anos após a morte de seu pai, depois o venderam em 1902 para a Hopkins & Allen, que fabricava revólveres da Forehand Arms sob contrato.